# Света Премудрост (икона)
У руској православној традицији, Света Премудрост (рус. Святая София Премудрость Божия) је конвенционални топос руске иконе, посведочен најраније од краја 14. столећа.
„Новгородски тип“ је добио назив по икони Свете Премудрости у Саборној цркви Свете Софије у Новгороду (16. век), али је представљен старијом иконом у Саборном храму Благовештења у Москви, датираном у почетак 15. века. Такође познат и као „огнени крилати“ (огнекрилој), овај тип приказује Свету Премудрост као огњеног анђела са крилима, који седи на престолу и окружен Богородицом и Светим Козмом Мајумским.
Сродан, али веома различит тип познат је као „Премудрост је изградила свој дом“ ( Премудрость созда Себе дом). Назив је цитат из Приче Соломунове 9:1 и упућује на инкарнацију Христа Логоса, поистовећеног са Светом Мудрошћу, а „кућа“ је Богородица. 
Најранији приказ под овим насловом је фреска из касног 14. века у Успењској цркви у Волотовом пољу у Великом Новгороду, али њен најзначајнији приказ је икона из средине 16. века из Саборне цркве Атанасија и Кирила од Александријски Кирилов манастир код Новгорода. Композиција ових икона развија се током 17. и 18. века као одраз развоја гледишта у руском мистицизму, која је кулминирала у спору о „софиологији“ почетком 20. века. Главна тачка спорења је питање да ли „Премудрост”, односно Христос, или „Дом”, односно Богородица, треба да заузме централно место. У првобитној концепцији овог типа и изведеним иконама из 16. века, „Премудрост” је приказана као у новгородском типику, као огњени крилати анђео који седи на престолу, док је Богородица са дететом приказана посебно. До 18. века постоје две конкурентске варијанте, једна је композицијски усредсређена на распетог Христоса, а друга на Богородицу.